# 或る秋の日
「或る秋の日」（あるあきのひ）は、2019年10月9日に、Daisy Musicから発売された、佐野元春の18枚目のオリジナル・アルバム。

## 概要
オリジナル・アルバムでは、前作「MANIJU」から2年振りとなる8曲入のアルバム。前4作迄連名だった「THE COYOTE BAND」のクレジットは無いが、演奏は彼らが担当している。日本語のアルバムタイトルとしては、1989年の「ナポレオンフィッシュと泳ぐ日」以来、約30年振りである。
「私の人生」「君がいなくちゃ」「或る秋の日」「みんなの願いかなう日まで」の4曲は、2013年から2016年に配信限定で発売された既発曲。中でも「或る秋の日」は今回の収録にあたり別ミックスが施された。
「最後の手紙」「いつもの空」「新しい君へ」「永遠の迷宮」の4曲が本作で初収録の新曲となっている。

## リリース・パッケージ
本作は、受注生産限定盤・アナログ盤での販売。
受注生産限定盤は16ページブックレット仕様のCD-DA。
アナログ盤は180g重量盤で高品質デジタル24bit/96kHzマスターからカッティングを行い同年12月18日に発売された。
マスタリング・エンジニアは、数多の佐野の作品に携わっているテッド・ジェンセン。

## 収録曲
- 全作詞・作曲：佐野元春

### CD
1. 私の人生
2. 君がいなくちゃ
3. 最後の手紙
4. いつもの空
5. 或る秋の日(Alternate Mix)
6. 新しい君へ
7. 永遠の迷宮
8. みんなの願いかなう日まで

### アナログ盤

#### A面
1. 私の人生
2. 君がいなくちゃ
3. 最後の手紙
4. いつもの空

#### B面
1. 或る秋の日(Alternate Mix)
2. 新しい君へ
3. 永遠の迷宮
4. みんなの願いかなう日まで